# Государство (Платон)
«Госуда́рство» (греч. Πολιτεία; лат. Res publica) — диалог Платона, посвящённый проблеме идеального государства. Написан в 360 г. до н. э. С точки зрения Платона, государство является выражением идеи справедливости. В диалоге впервые отчётливо определяются философы как люди, способные постичь то, что вечно тождественно самому себе (идея).

## Типы государств
В диалоге содержится систематика и краткий критический анализ видов государственного устройства (πολιτειῶν) (445d) (идеальное «государство будущего», которое пока не существует, в него не входит), размещённых Платоном на шкале постепенной деградации, которая выглядит как эволюция во времени, но необратимость такой эволюции прямо не утверждается, и сам вопрос неизбежности деградации не поставлен явно, так что при желании эту деградацию можно считать лишь описанием некоторой тенденции, весьма схожей с разложением строя первобытной демократии. Вот эта шкала типов государства (от наилучшего к худшему):
- Аристократия (ἀριστοκρατία) и монархия (царствование) (βασιλεία) — лучшая из возможных в реальном мире форма правления, справедливая власть меньшинства самых лучших по своим способностям граждан. Аристократия предполагает равенство среди самых развитых членов общества, которые занимаются его управлением. (445d);
- Тимократия (τιμοκρατία) — менее совершенная власть меньшинства, несправедливая власть уважаемых граждан, получивших свою власть не согласно способностям, а согласно способности ее получить. Тимократия и неравенство сменяют аристократию равных по мере того, как личные интересы получают преобладание над общими. (545c);
- Олигархия (ὀλιγαρχία) — еще менее совершенная власть богатых людей (544c): «у власти стоят там богатые, а бедняки не участвуют в правлении» (550d). Олигархия основана на фактическом материальном превосходстве богатых над способными и всеми остальными.
- Демократия (δημοκρατία) — еще менее совершенная, и справедливая и, одновременно, несправедливая власть большинства. Демократия это равноправие всех имущих мужчин, при котором не имеют значения их личные качества. (544c);
- Тирания (τυραννὶς) — самая несовершенная и несправедливая власть одного человека. Тирания во времена Платона означала тиранию против аристократического меньшинства с молчаливого одобрения демократического большинства. С точки зрения Платона тиран — самый несчастный человек, так как отказывает другим в самостоятельности и разуме, и свой разум вынужден употреблять на подавление разума других.

Греческий термин «кратос» означает не просто власть, а власть насильственную, подавляющую.

## Сущность государства
По мнению Платона, в любом государстве необходимо разделение труда, поэтому каждый человек должен заниматься своим делом или ремеслом и не лезть в чужие дела. При этом в государстве должны быть и земледельцы, и строители, и ремесленники, и воины, чтобы защищать государство от внешних и внутренних врагов. При этом если человек имеет задатки к земледелию, то он не способен воевать и не способен этому научиться никогда, он будет заниматься земледелием всю свою жизнь. Подобно тому, как в душе есть три части — разумная часть в голове, страстная часть в сердце, вожделенная часть в печени, так и в государстве должны быть три сословия (γένος):
- Сословие стражей: только мудрые могут нести заботу о правильном образе жизни всех граждан. По Платону во главе государства должны стоять философы (φιλόσοφοι) или философствующие цари (473d).
- Сословие воинов (φύλαξ): на этом сословии лежит забота о внутренней и внешней безопасности государства (сословие воинов).
- Сословие простых граждан (демос: ремесленники, дельцы, крестьяне): их задача обеспечить снабжение государства необходимым (сословие кормильцев[3]).

## Идеальное государство

### Аристократизм
Идеальное государство по существу является аристократией. В идеальном государстве править должны философы. Они выходят из числа самых умных стражей. Философами становятся путём поэтапного отбора из стражей. Будущим философам дают прекрасное образование, и в 35 лет они занимают государственные должности и правят в течение 15 лет. Посредственность не может быть источником ни великих благ, ни больших зол. Поэтому злодеи и тираны — это несостоявшиеся философы, несостоявшиеся великие люди, которые считают себя способными распоряжаться делами народа, проявлять великие притязания, высоко заноситься, становятся высокомерными и самонадеянными. Самые одарённые души при плохом воспитании становятся особенно плохими.
Источниками вдохновения считались аристократические государства Греции, Древний Египет и Спарта, а также общины пифагорейцев.
В государстве Платона в сословии стражей введена общность имущества, частная собственность запрещена. Даже женщины и дети являются общими, а деторождение регулируется государством с целью выбора лучших. Труд распределяется согласно способностям (только для сословия стражей). «Стражи живут сообща и питаются все вместе, один раз в год получая продовольствие от земледельцев, которых стражи охраняют».
Все должны повиноваться лучшим людям. Гражданам этого государства должен быть внушён миф о том, что все они братья, но они не равны, так как когда боги творили людей в недрах матери Земли, они к одним людям примешали золото, к другим — серебро, а к третьим — меди и железа. Способ отбора в правители — это экзамены, а самый главный лифт в идеальном государстве — это школьный лифт. Неравенство между людьми в идеальном государстве не наследственно. Способные дети могут переходить в высшие сословия через экзаменационный отбор. Платон предложил делать искусственный отбор людей и подбор брачных пар. Гимнастика нужна для укрепления здоровья и делает бессмысленным врачевание. Кто не способен жить, того не нужно и лечить. Особенно много должны заниматься гимнастикой стражи. Больные должны умирать беспрепятственно.
Общность жён нельзя понимать буквально, в идеальном государстве запрещены неупорядоченные половые отношения. Здесь всё подчинено цели получения здорового потомства. Государство делает так, что лучшие сходятся с лучшими, а худшие с худшими. При этом потомство худших уничтожается, а потомство лучших воспитывается. Женщине разрешается иметь детей с 20 до 40 лет, мужчине с 25 до 55 лет. Дети, рождённые вне этих рамок, уничтожаются. Особые лица воспитывают детей стражей всех вместе.
Платон критикует демократию и даёт сатирический образ демократа как «разбогатевшего кузнеца, лысого и приземистого, который недавно вышел из тюрьмы, помылся в бане, приобрёл себе новый плащ и собирается жениться на дочери своего господина, воспользовавшись его бедностью и беспомощностью… Он часто нагл, разнуздан, распутен и бесчестен». Платон противопоставляет свой образец идеального государства четырём извращённым формам государственного устройства — демократии (равноправной власти большинства без учёта личных качеств), тирании, олигархии (власти избранных богачей) и тимократии (несправедливой власти меньшинства, которое ставит личные интересы над общественными).
Единственный путь к построению идеального государства — это случай, когда «среди потомков царей встретятся философские натуры». Платон искал такого правителя среди монархов вроде царя Македонии Пердикки III и тирана города Сиракузы Дионисия (безуспешно: тамошний политический строй был далёк как от аристократических, так и от демократических идеалов).

## Структура диалога
В начале диалога Сократ вместе с Главконом возвращается из Пирея в Афины, но его останавливает Полемарх и приглашает на беседу к себе в гости. В беседе с отцом Полемарха Кефалом рождается тема справедливости.
Во 2 кн. Главкон просит Сократа усилить аргументы в пользу справедливости, поскольку бытует мнение, что лучше быть безнаказанным нечестивцем и делать так, как Гиг, который обманул царя и совратил его жену. Тогда Сократ принимается объяснять справедливость (dikaiosúnē) на примере государства. В воображаемом государстве каждый должен находить профессию и занятие сообразно со своими природными задатками. Далее Сократ обращает внимание на важность воспитания и замечает, что до сих пор дети воспитывались на мифах, однако ряд мифов совершенно неприемлемы (например, об отношениях Урана и Кроноса).
В 3 кн. он продолжает разговор о воспитании, которое слагается из мусического и гимнастического искусства. Платон отвергает лидийский лад и ионийский лад как расслабляющие (399а). Первому свойственны причитания и жалобы, а второй подобает застольям.
В 4 кн. Платон раскрывает «четыре свойства» (428b) идеального государства: мудрость (σοφία), мужество (ἀνδρεία), рассудительность (σωφροσύνη) и справедливость (δικαιοσύνη). Однако свойства государства обнаруживаются и в душе человека.
5 кн. посвящена общности жён стражей и относительной эмансипации женщин (способности выполнять разные виды работ наравне с мужчинами). Равным образом настаивает Платон и на общности имущества стражей, поскольку у друзей всё общее. Здесь же он утверждает, что царствовать должны философы (473d).
В 6 кн. философы определяются как люди, которые способны созерцать идеи и, прежде всего, идею блага (ἀγαθοῦ ἰδέα — 505а).
В 7 кн. излагается знаменитый миф о пещере. Далее Платон перечисляет науки, которые необходимы гражданам «прекрасного города» (καλλιπόλει): арифметика, геометрия, астрономия, музыка и диалектика.
В 8 кн. описаны типы государственного устройства: тимократия, олигархия, демократия и тирания.
9 кн. посвящена анализу удовольствий, которыми обладает человек.
В 10 кн. подвергается критике искусство ввиду своего подражательного характера. Завершает своё произведение Платон рассказом о загробном мире, где вертится веретено Ананке.

## Критика
Льюис Мамфорд писал, что платоническое государство основано на идеалах спартанской казармы. Карл Поппер в своей книге «Открытое общество и его враги» современное Платону афинское общество отождествил с американской демократией, а идеальное государство Платона — с тоталитарными режимами XX века. Григорий Ревзин пишет, что цель государства Платона — это спасение человечества с помощью государства, и поэтому идеи Платона позволяют обосновать любое насилие государства над гражданами.